# Langenbach-Trubelsbach
Das Naturschutzgebiet Langenbach-Trubelsbach befindet sich auf dem Gebiet der Gemeinde Todtnau im Landkreis Lörrach.

## Kenndaten
Das Naturschutzgebiet wurde mit Verordnung des Regierungspräsidiums Freiburg vom 16. Mai 1995 ausgewiesen und hat eine Größe von  35,9906 Hektar. Es wird unter der Schutzgebietsnummer 3.207 geführt. Der CDDA-Code für das Naturschutzgebiet lautet 164349  und entspricht der WDPA-ID.

## Lage und Beschreibung
Das Naturschutzgebiet Langenbach-Trubelsbach befindet sich auf dem Gebiet der Gemeinde Todtnau auf der Gemarkung Muggenbrunn mit einer Gesamtgröße von rund 36 ha.
Das Naturschutzgebiet besteht aus zwei Teilstücken, jeweils entlang der beiden Bäche Langenbach und Trubelsbach, die ein vielfältiges Mosaik aus Hoch- und Übergangsmooren, Flachmooren, Naßwiesen, Borstgrasrasen und anderen Biotopen ergeben. Insbesondere sind die Moore in ihrer spezifischen Ausprägung von hoher wissenschaftlicher Bedeutung.

## Schutzzweck
Wesentlicher Schutzzweck ist die Erhaltung der beiden Teilbereiche des Gebietes
- als vielfältiges Mosaik aus Hoch- und Übergangsmooren, Flachmooren, Naßwiesen, Borstgrasrasen und anderen Biotopen;
- als Lebensräume zahlreicher seltener und gefährdeter Tier- und Pflanzenarten;
- als für die Wissenschaft – insbesondere die Moorforschung – bedeutende Objekte.

## Arteninventar
Im Naturschutzgebiet Langenbach-Trubelsbach wurden folgende Arten erfasst:
- Amphibien

Rana temporaria (Grasfrosch)
- Höhere Pflanzen/Farne

Andromeda polifolia (Rosmarinheide), Arnica montana (Berg-Wohlverleih), Carex canescens agg. (Artengruppe Grau-Segge), Carex echinata (Stern-Segge), Carex nigra agg. (Artengruppe Braune Segge), Carex pauciflora (Wenigblütige Segge), Carex rostrata (Schnabel-Segge), Cicerbita alpina (Alpen-Milchlattich), Dactylorhiza maculata agg. (Artengruppe Geflecktes Knabenkraut), Dactylorhiza majalis (agg. Artengruppe Breitblättriges Knabenkraut), Danthonia decumbens (Dreizahn), Drosera rotundifolia (Rundblättriger Sonnentau), Epilobium palustre (Sumpf-Weidenröschen), Eriophorum angustifolium (Schmalblättriges Wollgras), Eriophorum vaginatum (Moor-Wollgras), Galium uliginosum (Moor-Labkraut), Juncus filiformis (Faden-Binse), Juncus squarrosus (Sparrige Binse), Leontodon helveticus (Schweizer Löwenzahn), Lycopodium clavatum (Keulen-Bärlapp), Montia fontana (Quellkraut), Nardus stricta (Borstgras), Parnassia palustris (Herzblatt), Pedicularis sylvatica (Wald-Läusekraut), Pinguicula vulgaris (Gewöhnliches Fettkraut), Pseudorchis albida (Weißzüngel), Ranunculus aconitifolius (Eisenhutblättriger Hahnenfuß), Trichophorum cespitosum agg. (Artengruppe Rasenbinse), Vaccinium oxycoccos agg. (Artengruppe Moosbeere), Vaccinium uliginosum (Gewöhnliche Moorbeere), Vaccinium vitis-idaea (Preiselbeere), Viola palustris (Sumpf-Veilchen)
- Reptilien

Lacerta vivipara (Waldeidechse)
- Schmetterlinge

Nymphalis antiopa (Trauermantel), Syngrapha interrogationis (Heidelbeeren-Silbereule)
- Vögel

Tetrao urogallus (Auerhuhn)